# Mogens Mogensen
Mogens "Mucho" Mogensen "Huspoet" "Den femte Gasolin"  (født 2. marts 1930 i København, død 3. april 1991 i Helsingør) var en dansk digter, tekstforfatter og manuskriptforfatter. 

## Gasolin og Kim Larsen
Mogensen er mest kendt som medforfatter til mange af Gasolins og Kim Larsens hits, blandt andre:
"Kvinde min", "Fru Sauterne", "Hvis din far gir dig lov", "Se din by fra tårnets top", "Det bedste til mig og mine venner", "Hva’ gør vi nu, lille du", "Det var Inga, Katinka og smukke Charley", "Midt om natten", "Laphophora Williamsii", "Store og små" og Musical-succesen "Kielgasten".
Mogensen skrev teksten til nummeret Tremastet beton, hvor han under indspilningen blev bedt om at læse hen over musikken. Kim Larsen har senere, med et glimt i øjet, betegnet nummeret som den første danske rap.
Under Kim Larsen og Kjukkens koncerter blev han tit nævnt under præsentationen af Hvis din far gi'r dig lov og Vend kajakken.
"Gasserne" kendte ham fra den nu nedrevne Sofiegård på Christianshavn. Senere blev han vicevært i Kollegiet Sofiegården. Han blev beskrevet af Kim Larsen som "en sømand af typen som Kaptajn Haddock" under sin tale til Dronning Margrethes 70 års fødselsdagsgalla.  

## Privat
Trods den store succes forsøgte han altid at holde sig ude af rampelyset, og det lykkedes.
Mogens voksede op på Vesterbro med sin mor. I sine unge år var han først sømand, så funktionær i Frelsens Hær, vinduespudser og fisker. Det sidste havde han i perioder ernæret sig ved hele tiden. I 1980 flyttede han til Helsingør og fik sammen med sin kone datteren Anna-Lovinda. Derudover havde han en søn fra et tidligere forhold.
Mogens Mogensen døde d. 4. april 1991 efter længere tids kræftsygdom og blev d. 8. april 1991 bisat i Helsingørs kapel på Helsingør Kirkegård og urnenedsættelsen foregik i den anonyme fællesgrav, der i 2024 har et biodiversitets præg på kirkegården.